# Ecolo
Ecolo (Apronym für französisch Écologistes confédérés pour l’organisation de luttes originales), deutsch Konföderierte Ökologen für die Organisation ursprünglicher Kämpfe, ist eine 1980 gegründete frankophone Partei in Belgien mit ökologischen Grundsätzen, die in der Wallonischen Region und in der Region Brüssel-Hauptstadt sowie in der Deutschsprachigen Gemeinschaft antritt. Die flämische Schwesterpartei heißt Groen.

## Geschichte
| Nat. Parl.-Wahlen | Prozent | Mandate |
| ----------------- | ------- | ------- |
| 1978              | 1,2 %   | 0       |
| 1981              | 2,2 %   | 2       |
| 1985              | 2,5 %   | 5       |
| 1987              | 2,6 %   | 3       |
| 1991              | 5,1 %   | 10      |
| 1995              | 4,0 %   | 6       |
| 1999              | 7,4 %   | 11      |
| 2003              | 3,1 %   | 4       |
| 2007              | 5,1 %   | 8       |
| 2010              | 4,8 %   | 8       |
| 2014              | 4,3 %   | 6       |
| 2019              | 6,1 %   | 13      |
| 2024              | 2,9 %   | 2       |

Die Partei Ecolo wurde 1980 gegründet. Sie zog bei der Wahl 1981 mit zwei Abgeordneten, den Gründungsmitgliedern Olivier Deleuze und José Daras, in die Belgische Abgeordnetenkammer ein. Damit war sie als eine der ersten grünen Parteien Europas bei einer nationalen Parlamentswahl erfolgreich.
Die Grünen erhielten bei der Wahl 1999 in den meisten Wahlkantonen mehr Stimmen als bei den Wahlen zuvor (von ca. 5 bis 10 % auf 15 bis 20 %). Als Faktor dafür gilt die emotionale Krise, die während der Dutroux-Affäre und der Dioxin-Krise entstanden war.
Die Liberalen und die Sozialisten luden sie für die Legislaturperiode von 1999–2003 zur Mitregierung ein (Kabinett Verhofstadt I). In dieser „Regenbogenkoalition“ genannten Koalition erhielt Ecolo auf Bundesebene den Posten des Vizepremierministers sowie des Ministers für Verkehr und Transport (Isabelle Durant) sowie den Posten eines Staatssekretärs für Energie (mit Olivier Deleuze).
In der Region Wallonien wurde Thierry Detienne Minister für Soziales und Gesundheit und José Daras Vizepräsident der wallonischen Regierung sowie Minister für Transport, Verkehr und Energie. Für die Französische Gemeinschaft Belgiens wurde Jean-Marc Nollet Bildungsminister und Nicole Maréchal Ministerin für Jugend und Gesundheit. Für die Deutschsprachige Gemeinschaft Belgiens wurde Hans Niessen Minister für Jugend, Familie, Kultur und Soziales.
Bei den Kommunal- und Regionalwahlen vom Oktober 2000 erhielt Ecolo ebenfalls gute Ergebnisse.
Ecolo blieb in der Regierung bis zum 5. Mai 2003, als Isabelle Durant die Unterschrift unter ein Abkommen ablehnte. Premierminister Guy Verhofstadt enthob sie ihrer Funktionen und teilte sie einem anderen Minister (Laurette Onkelinx) zu. Daher traten Isabelle Durant und Olivier Deleuze von ihren Ämtern zurück. Bei der Wahl 2003 erhielt Ecolo nur 3,2 % der Stimmen. Bei Umfragen im Dezember 2003 schnitten sie ähnlich schwach ab.
Bei der Wahl 2007 erhielten sie 5,98 % der Stimmen und stellten acht Abgeordnete. Ihre flämische Schwesterpartei Groen! schaffte den Wiedereinzug ins Parlament und stellte vier Abgeordnete; die gemeinsame Fraktion hatte 12 Abgeordnete.
Die Zeit von Mitte 2007 bis Ende 2011 gilt als krisenhafte Phase der belgischen Politik: die Regierung Leterme I amtierte nur von März bis Dezember 2008, die Regierung Van Rompuy nur elf Monate, die Regierung Leterme II nur fünf Monate (und danach geschäftsführend 540 Tage). Auch nach der vorgezogenen Parlamentswahl am 13. Juni 2010 (bei der Ecolo 4,8 % der Stimmen erhielt) kam eineinhalb Jahre keine stabile Regierung zustande.